# إنتان الرضع
إنتان الرضع (بالإنجليزية: Neonatal Sepsis)‏ أو خمج الدم أو تسمم الدم أو تعفن الدم لدى الرضع هو نوع من أنواع عدوى الرضع ويشير خصيصًا لوجود عدوى بكتيرية في مجرى الدم لدى الأطفال حديثي الولادة (مثل الالتهاب السحائي ، ذات الرئة ، التهاب الحويضة والكلى ، الإلتهاب المعدي المعوي) في وجود الحمى. لا يمكن الاعتماد على المعايير السريرية مثل هبوط الدورة الدموية أو الفشل التنفسي لأن هذه العلامات لا تظهر إلا متأخرًا جدًا في الرضع وعندما تظهر تكون الوفاة وشيكة ويصعب منعها.
يمكن تقسيم إنتان الرضع إلى قسمين رئيسين: الإنتان المبكر والإنتان المتأخر. يشير الإنتان المبكر إلى الخمج الذي يبدأ في خلال أول أسبوع في حياة الوليد (في حين يرى البعض أنه يحدث في خلال أول 72 ساعة من الولادة فقط). بينما يشير الإنتان المتأخر إلى الخمج الذي يحدث بعد 7 أيام من الولادة (أو 72 ساعة). يعتبر إنتان الرضع هو السبب الأساسي في وفاة حديثي الولادة في الدول النامية سواء داخل المستشفى أو خارجها.
من الصعب استبعاد الإنتان في الأطفال أقل من 90 يومًا في العمر الذين يظهر لديهم حمى (كما تُعرف بكونها درجة حرارة أعلى من 38 درجة مئوية) بمجرد الكشف السريري إلا في الحالات الواضحة لالتهاب القصيبات (وهي عدوى فيروسية وليست بكتيرية). السائد حاليًا في حالة الشك في وجود إنتان الرضع هو عمل فحوصات شاملة بما فيها عد دموي شامل ، مزرعة دم ، تحليل بول، مزرعة بول، وفحص السائل الدماغي الشوكي متضمنًا مزرعة. كما يجب على الفور حجز الطفل بالمستشفى وبدأ العلاج اعتباريا كأنه حالة إنتان مؤكد حتى قبل ظهور نتائج الفحوصات وذلك لمدة 48 ساعة أو حتى تستبعد نتائج المزرعة وجود البكتيريا.

## الأعراض والعلامات
معظم أعراض وعلامات الإنتان عامة وتتضمن:
- تغير في درجات الحرارة
- مشاكل في التنفس
- الإسهال
- نقص في سكر الدم
- فقر النشاط
- ضعف الرضاعة
- التشنجات
- بطء معدل ضربات القلب
- انتفاخ البطن
- القيء
- صفراء الجلد والعين
- تسارع القلب أكثر من 160 نبضة في الدقيقة يمكن اعتباره مؤشرًا للإنتان، والذي يمكن ظهوره ب 24 ساعة قبل المؤشرات الأخرى.

## عوامل الخطر
تشير أحد الدراسات التي أجريت بالولايات المتحدة إلى أن الأطفال ذوي ال 60 يومًا في العمر أو أقل يمكن اعتبارهم بمأمن من الإنتان البكتيري الخطير إذا وافقوا المعايير التالية:
- الشكل العام يشير بالصحة
- مؤشرات بعدم وجود مشكلة سابقة كـ :

1. الولادة من حمل تام (ولادة في الأسبوع 37 أو لاحقًا)
2. عدم حاجة الأم لمضادات حيوية قبل الولادة
3. عدم وجود صفراء غير مبررة للدرجة التي تحتاج علاجًا
4. عدم الحاجة إلى المضادات الحيوية منذ مغادرة المستشفى
5. عدم وجود سوابق حجز بالمستشفى
6. عدم وجود أمراض مزمنة
7. خروج الطفل من المستشفى في نفس وقت خروج الأم أو يسبقها

- عدم وجود دليل على وجود عدوى في الجلد أو الأنسجة الهشة أو العظام أو المفاصل أو في الأذن
- تعداد خلايا الدم البيضاء في الدم ما بين 5000 و 15000 لكل مم3.
- تعداد الخلايا المتعادلة في الدم أقل من 1500 لكل مم3.
- تعداد خلايا الدم البيضاء في البول 10 أو أكثر لكل مجال تقريب عالي القوة.
- تعداد خلايا الدم البيضاء في البراز أكثر من 5 لكل مجال تقريب عالي القوة فقط في حال وجود إسهال.

يرى المتخصصون أن الأطفال الذين يستوفون المعايير السابقة لا يكونون في حاجة لعمل تحليل للسائل الدماغي الشوكي ويمكن خروجهم من المستشفى بأمان بدون الحاجة إلى تلقي المضادات الحيوية، أو بجرعة وحيدة من المضاد الحيوي بالحقن العضلي، ولكن قد يزال هؤلاء الأطفال في حاجة للمتابعة في العيادة الخارجية.
من عوامل الخطر الشهيرة لحدوث عدوى البكتيريا العقدية من النوع ب هو الكسر المبكر للكيس السلويّ. ولذا تلعب فحوصات التحري للبكتيريا العقدية عند النساء (من خلال المسحات المهبلية والشرجية) وعلاج اللواتي تظهر نتائج مزرعة الدم لديهم وجود هذه البكتيريا بالمضادات الحيوية الوقائية أثناء الحمل دورًا هامًا في تقليل أعداد الأطفال المصابين بإنتان الرضع الناتج عن البكتيريا العقدية.

## التشخيص
تتضمن فحوصات التحرى لإنتان الرضع:
- زيادة عد الخلايا المحببة في فحص الدم
- زيادة نسبة الخلايا المتعادلة عن 20%.
- زيادة في الهابتوغلوبين
- زيادة المعيار الميكروي لسرعة الترسيب عن 55 مم.
- سائل المعدة يظهر أكثر من 5 خلايا محببة لكل مجال تقريب عالي القوة.
- زيادة في البروتين وتعداد الخلايا في تحليل السائل الدماغي الشوكي في حديث الولادة.
- تاريخ مرضي يرجح حدوث التهاب المشيماء والسلى ، أو كسر مبكر للكيس السلويّ ..إلخ.
- و يعد اختبار تزريع الجراثيم من عينات من السائل الدماغي الشوكي أو الدم أو البول هو المعيار الذهبي للتشخيص النهائي لإنتان الرضع. في بعض الحالات يمكن إعطاء نتائج سلبية زائفة نظرًا لضعف حساسية مواد التزريع في بعض طرق التزريع وأحيانًا أخرى نظرًا لبدء العلاج بالمضادات الحيوية سابقًا لسحب عينة المزرعة.
- لا يعد اختبار البروتين التفاعلي سي CRP وحده اختبارا دقيقًا في تشخيص حالات إنتان الرضع.[3]

## العلاج
يلاحظ في حديثي الولادة أن هناك صعوبة في تشخيص الإنتان بالفحص السريري. فقد يخلو الطفل نسبيًا من أية أعراض حتى يصبح فشل الدورة الدموية والتنفس وشيكًا. لذا يجب بدء العلاج فورًا بالمضادات الحيوية إذا كان هناك أدنى شك في حدوث الإنتان إلى يثبت بما لا يدع مجالًا للشك أن المزارع سلبية. بالإضافة للإنعاش بالسوائل الوريدية والعلاج الداعم، يتم إعطاء المضادات الحيوية ومن الأنظمة الشائعة للعلاج في الرضع المشكوك في إصابتهم بالإنتان إعطاء مضادات بيتا-لاكتام (مثل الأمبيسيليين) جنبًا إلى جنب مع الأمينوغليكوزيدات (مثل الجنتاميسين) أو مضاد حيوي من مجموعة الجيل الثالث للسيفالوسبورين (عادة السيفوتاكسيم - حيث يتم تجنب السيفترياكسون نظرًا للخطر النظري لحدوث اليرقان النووي). يتم في هذا النظام استهداف الجراثيم التي تعيش عادة في المجرى البولي التناسلي للإناث والتي تشكل خطرًا مضاعفًا على حديثي الولادة وخصوصًا البكتيريا العقدية و الإشريكية القولونية و اللستيريا مولدة الوحيدات (وهي السبب الرئيس لتفضيل الأمبيسيلين عن باقي مضادات بيتا-لاكتام). كما أن الرضع بالطبع معرضين للإصابة بالأنواع الأخرى الشائعة من الجراثيم والتي تسبب الالتهاب السحائي و تجرثم الدم مثل المكورة الرئوية و النيسرية السحائية. هذا بالإضافة إلى البكتيريا اللاهوائية على الرغم من كون احتمالية حدوث هذا ضعيفة إلا في حالات الالتهاب المعدي القولوني الناخر حيث يخشى من ثقب الأمعاء، ويضاف في هذه الحالات الكليندامايسين.